# Paul Joachim von Stülpnagel
Paul Joachim von Stülpnagel (* 20. April 1927 in Potsdam) ist ein ehemaliger deutscher Botschafter.

## Leben
Paul Joachim von Stülpnagel stammt aus der uckermärkischen Adelsfamilie Stülpnagel. Er ist der Sohn des Generalmajors Siegfried Paul Ferdinand von Stülpnagel (1891–1976) und war an Botschaften der Bundesrepublik Deutschland im Nahen Osten und in Moskau akkreditiert.
Helmut Kohl gab Mitte August 1987 bekannt, dass 72 Pershing 1A der Bundeswehr Anfang der 1990er Jahre verschrottet werden. Hans-Dietrich Genscher wies Paul Joachim von Stülpnagel als Vertreter bei der Sonderkonferenz der Vereinten Nationen über Abrüstung und Entwicklung in New York, an, Kohls Erklärung im Namen der deutschen Bundesregierung vorzutragen.
Von Stülpnagel wurde 1992 in den Ruhestand versetzt. Ab Mai 1993 leitete er die European Community Observer Mission to South Africa (ECOMSA). 1994 leitete Paul Joachim von Stülpnagel eine Kommission von EU-Beobachtern im früheren Jugoslawien.
Ab dem 19. Juli 1999 war Paul Joachim von Stülpnagel mit Georg Reisch (ancien ambassadeur de l’Autriche au titre de l’Union), Bernard Stasi (Frankreich) und Moustapha Niasse (Frankophonie) Vermittler bei einer Mission de facilitation politique au Togo in Lomé.